# Avarolli, Khanapur
Avarolli là một làng thuộc tehsil Khanapur, huyện Belgaum, bang Karnataka, Ấn Độ.